# Coesula cotabatensis
Coesula cotabatensis är en stekelart som beskrevs av Gupta och Jonathan 1969. Coesula cotabatensis ingår i släktet Coesula och familjen brokparasitsteklar. Inga underarter finns listade i Catalogue of Life.